# Ōshū (Iwate)
Ōshū (奥州市 Ōshū-shi?) es una ciudad localizada en la prefectura de Iwate, Japón. En octubre de 2019 tenía una población estimada de 114.246 habitantes y una densidad de población de 115 personas por km². Su área total es de 993,30 km².

## Geografía

### Localidades circundantes
- Prefectura de Iwate
  - Hanamaki
  - Hiraizumi
  - Ichinoseki
  - Kanegasaki
  - Kitakami
  - Nishiwaga
  - Sumita
  - Tōno
- Prefectura de Akita
  - Higashinaruse

## Demografía
Según los datos del censo japonés, esta es la población de Ōshū en los últimos años.
| 1995    | 2000    | 2005    | 2010    | 2015    |
| ------- | ------- | ------- | ------- | ------- |
| 133.228 | 133.056 | 130.171 | 124.746 | 119.422 |

## Relaciones internacionales

### Ciudades hermanadas
- Ciudad de Greater Shepparton, Australia – desde el 3 de marzo de 1979
- Breitenwang, Austria – desde el 7 de junio de 1991
- Reutte, Austria – desde el 7 de junio de 1991